# Liste der Kulturdenkmale in Arzberg (Sachsen)
In der Liste der Kulturdenkmale in Arzberg (Sachsen) sind die Kulturdenkmale der Gemeinde Arzberg verzeichnet, die bis März 2020 vom Landesamt für Denkmalpflege Sachsen erfasst wurden (ohne archäologische Kulturdenkmale). Die Anmerkungen sind zu beachten.
Diese Aufzählung ist eine Teilmenge der Liste der Kulturdenkmale im Landkreis Nordsachsen.

## Arzberg
| Bild                                    | Bezeichnung | Lage                        | Datierung | Beschreibung | ID       |
| --------------------------------------- | --- | --------------------------- | --- | --- | -------- |
| Weitere Bilder                          | Dorfkirche und Kirchhof Arzberg (Sachgesamtheit) | Hauptstraße (Karte)         | 18. Jahrhundert | Sachgesamtheit Dorfkirche und Kirchhof Arzberg, mit folgenden Einzeldenkmalen: Kirche, Denkmal für die Gefallenen des Ersten Weltkrieges, Soldatengrab Zweiter Weltkrieg, Erbbegräbnis der Familie Nette, drei Grabmale, eine Grabplatte, Findlings-Grabmal mit Einfriedung und Kirchhofseinfriedung (siehe Einzeldenkmale 08967045 unter gleicher Anschrift) sowie Kirchhof als Sachgesamtheitsteil; baugeschichtlich, kunstgeschichtlich und ortsgeschichtlich von Bedeutung | 09304692 |
| Weitere Bilder                          | Kirche, Denkmal für die Gefallenen des Ersten Weltkrieges, Soldatengrab Zweiter Weltkrieg, Erbbegräbnis der Familie Nette, drei Grabmale, eine Grabplatte, Findlings-Grabmal mit Einfriedung und Kirchhofseinfriedung (Einzeldenkmale zu ID-Nr. 09304692) | Hauptstraße (Karte)         | 1905 (Kirche); bezeichnet mit 1905 (Kirchenfenster); bezeichnet mit 1897 (Taufbecken); 18./19. Jahrhundert (Grabmal) | Einzeldenkmale der Sachgesamtheit Dorfkirche und Kirchhof Arzberg; charakteristischer neogotischer Kirchenbau seiner Zeit, baugeschichtlich, kunstgeschichtlich, künstlerisch und ortsgeschichtlich von Bedeutung, Gräber ortsgeschichtlich und sepulkralgeschichtlich wertvoll. | 08967045 |
| Direkt Bild zu diesem Denkmal hochladen | Handschwengelpumpe | Hauptstraße 18 (Karte)      | 1830 | Zeugnis der ländlichen Wirtschaftsweise vergangener Zeiten, kulturgeschichtlich von Bedeutung. Ziegelstein-Brunnenrand, Betonabdeckung, Handschwengelpumpe aus Holz, ursprünglich von 1830, um 1960 erneuert. | 08967044 |
| Weitere Bilder                          | Bockwindmühle (Beckersche Mühle) | Mühlenviertel 1 (Karte)     | Um 1800 | Ortsbildprägend und von technikgeschichtlicher Bedeutung. Mühlenkasten mit verbrettertem Fachwerkgerüst, rechteckiger Grundriss, Bock, Mahlgang, Flügelkreuz und Steert zum Teil erhalten, sehr ruinöser Bau. | 08966453 |
| Weitere Bilder                          | Transformatorenstation | Mühlenviertel 2 (Karte)     | Um 1900 | Prägnanter Klinkerbau, technik- und versorgungsgeschichtlich von Bedeutung. Ziegelsteinbau auf quadratischem Grundriss, unverputzt, Ecklisenen mit Biberschwanzdeckung, Segmentbogenfenster, Ziegelsteingesims, Segmentbogeneingang, Sohlbänke, Flachdach. | 08967048 |
| Weitere Bilder                          | Bockwindmühle (Wendrichs Mühle) | Mühlenviertel 3 (Karte)     | Um 1800 | Orts- und technikgeschichtlich von Bedeutung und landschaftsgestaltendem Charakter. Kastenförmiges verbrettertes Fachwerk-Gerüst, auf Bruchstein aufgebockt, eisernes Windrad in Resten erhalten. | 08966454 |
| Direkt Bild zu diesem Denkmal hochladen | Gasthaus „Zum Deutschen Kaiser“ mit Saalanbau | Pfarrstraße 17, 18 (Karte)  | Um 1860 (Gasthaus); 1890 (Saal)                                                                                      | Straßenbildprägender Bau, baugeschichtlich und ortsgeschichtlich von Bedeutung. - Gasthaus: zweigeschossig, massiv, verputzt, Krüppelwalmdach, zum Teil Sandsteingewände, Putzgliederung, grünlicher und rötlicher Edelputz (1920er Jahre), Gurtgesims, traufseitig zwei Eingänge, rechteckig, Sandsteingewände (scharriert), Spritzputz, gerade profilierte Verdachung, traufseitig neun Fensterachsen, giebelseitig originale Eingangstür mit Oberlicht (Buntglas), giebelseitig eingeschossiger Anbau mit Satteldach - Saalanbau: Satteldach, eingeschossig, massiv, verputzt, große Rundbogenfenster, im Giebel Rundbogenfenster mit Sohlbänken, originale Fenster | 08967046 |
| Weitere Bilder                          | Schule | Straße der Jugend 1 (Karte) | Bezeichnet mit 1902                                                                                                  | Markanter Klinkerbau, baugeschichtlich und ortsgeschichtlich von Bedeutung. Zweigeschossiger roter Klinkersockelbau auf Bruchsteinsockel, vierachsiger Seitenrisalit mit Dreiecksgiebel und abgetrepptem Giebelaufsatz und Kreuz, Segmentbogenfenster und Spitzbogenfenster, Sohlbänke, giebelseitig originaler Eingang mit Treppenaufgang (Granitstufen), originale Segmentbogen-Eingangstür mit Oberlicht, Satteldach (Krempziegel). | 08967047 |

## Adelwitz
| Bild                                    | Bezeichnung | Lage                                                           | Datierung | Beschreibung | ID       |
| --------------------------------------- | --- | -------------------------------------------------------------- | --- | --- | -------- |
| Weitere Bilder                          | Ehemaliges Gutsarbeiterhaus | Am Rittergut 2, 4 (Karte)                                      | Inschrifttafel bezeichnet mit 1845 | Eingeschossiges Doppelwohnhaus, sozialgeschichtlich von Bedeutung. Massiv (Bruchstein und Ziegelstein), verputzt, Sohlbänke und Türgewände Sandstein, traufseitig Inschrifttafel bezeichnet mit „Erbaut im Jahre 1845 von Otto Neubauer“, profilierte Putztraufe, Krüppelwalmdach, einfache Türen vom Anfang des 20. Jahrhunderts. | 08967063 |
| Weitere Bilder                          | Rittergut und Park Adelwitz (Sachgesamtheit) | Am Rittergut 14, 15, 16, 17, 18, 19, 21 (Siedlerweg 1) (Karte) | 2. Hälfte 18. Jahrhundert | Sachgesamtheit Rittergut und Park Adelwitz, mit folgenden Einzeldenkmalen: Herrenhaus (Nr. 15, heute Hotel), östliches Wirtschaftsgebäude mit Stall und Remise (Nr. 17 und Nr. 19 sowie Siedlerweg 1), Scheune und Keller, Brennerei (Nr. 16), Taubenhaus, Verwalterhaus (Nr. 14) mit Ställen (Nr. 18), nördliche Scheune mit Pförtnerhaus (Nr. 21), Toreinfahrt und Einfriedung (siehe Einzeldenkmale 08966438), der Gutspark mit Gartenterrasse und Teich (Gartendenkmal) sowie Wirtschaftshof mit Hofpflasterung als Sachgesamtheitsteile; Herrenhaus repräsentativer barocker Putzbau mit Mansarddach, baugeschichtlich, kunstgeschichtlich und ortsgeschichtlich von Bedeutung | 09304670 |
| Weitere Bilder                          | Herrenhaus (Nr. 15, heute Hotel), östliches Wirtschaftsgebäude mit Stall und Remise (Nr. 17 und Nr. 19 sowie Siedlerweg 1), Scheune und Keller, Brennerei (Nr. 16), Waagehaus (Fuhrwerkswaage), Verwalterhaus (Nr. 14) mit Ställen (Nr. 18), nördliche Scheune mit Pförtnerhaus (Nr. 21), Toreinfahrt und Einfriedung (Einzeldenkmale zu ID-Nr. 09304670) | Am Rittergut 14, 15, 16, 17, 18, 19, 21 (Siedlerweg 1) (Karte) | Bezeichnet mit 1772 (Herrenhaus); Ende 19. Jahrhundert (Gutsbrennerei); um 1900 (nördliches Wirtschaftsgebäude); 1904–1906 (östliches Wirtschaftsgebäude und Pferdestall) | Einzeldenkmale der Sachgesamtheit Rittergut und Park Adelwitz; Herrenhaus repräsentativer barocker Putzbau mit Mansarddach, baugeschichtlich, kunstgeschichtlich und ortsgeschichtlich von Bedeutung. | 08966438 |
| Weitere Bilder                          | Ehemaliges Gutsarbeiterhaus | Ritterstraße 11, 15 (Karte)                                    | Um 1905 | Eingeschossiges Doppelwohnhaus mit Drempel, markanter gotisierender Klinkerbau, baugeschichtlich und sozialgeschichtlich von Bedeutung. Roter Ziegelsteinbau, schlichte Ziegelsteingliederung, Segmentbogenfenster mit Sturzbögen, zum Teil Fensterläden, Gurtgesims (Ziegelstein), Satteldach, Giebel mit Ecklisenen und Giebelreiter. | 08966436 |
| Direkt Bild zu diesem Denkmal hochladen | Remise (Einzeldenkmal zu ID-Nr. 09304670) | Siedlerweg 1 (Karte)                                           | 1904–1906 | Einzeldenkmal der Sachgesamtheit Rittergut und Park Adelwitz; baugeschichtlich, kunstgeschichtlich und ortsgeschichtlich von Bedeutung. | 08966438 |

## Blumberg
| Bild                                    | Bezeichnung | Lage                    | Datierung                                                                            | Beschreibung | ID       |
| --------------------------------------- | --- | ----------------------- | ------------------------------------------------------------------------------------ | --- | -------- |
| Weitere Bilder                          | Dorfkirche und Kirchhof Blumberg (Sachgesamtheit)                                                                                | Mittelstraße (Karte)    | 17./18. Jahrhundert                                                                  | Sachgesamtheit Dorfkirche und Kirchhof Blumberg mit folgenden Einzeldenkmalen: Kirche, Denkmal für die Gefallenen des Ersten Weltkrieges und zehn Grabmale auf dem Kirchhof (siehe Einzeldenkmale 09304693) sowie Kirchhof als Sachgesamtheitsteil; ortsbildprägende Anlage von hoher baugeschichtlicher und künstlerischer Bedeutung | 09304693 |
| Weitere Bilder                          | Kirche, Denkmal für die Gefallenen des Ersten Weltkrieges und zehn Grabmale auf dem Kirchhof (Einzeldenkmale zu ID-Nr. 09304693) | Mittelstraße (Karte)    | 1694 (Kirche); Ende 18.–Anfang 20. Jahrhundert (Grabmal); nach 1918 (Kriegerdenkmal) | Einzeldenkmale der Sachgesamtheit Dorfkirche und Kirchhof Blumberg; charakteristische Fachwerkkirche von hoher baugeschichtlicher und künstlerischer Bedeutung. | 08967061 |
| Weitere Bilder                          | Schmiede mit technischer Ausstattung                                                                                             | Mittelstraße 21 (Karte) | 1905, bis 1992 in Betrieb                                                            | Straßenbildprägender Bau, ortsgeschichtlich und technikgeschichtlich von Bedeutung. Zweigeschossig, massiv, verputzt, Klinkergliederung (Sohlbänke, Gurtgesims, Fenstergewände, Gesimsbänder, Ecklisenen, Traufgesims im Sägeschnitt), Seitenflügel je drei Fensterachsen breit, Mittelflügel mit Werkhalle im Erdgeschoss und Drempel im Obergeschoss, sechs Fensterachsen breit, Segmentbogenfenster, Satteldach, Falzziegel, Fenster mit Eisensprossen, ein Giebel verputzt, ein Giebel Klinkergliederung, hofseitig großes Holztor, darüber Ladeluke, verbrettert, zweigeschossiger Anbau (Wohnhaus, kein Denkmal), im Hof zwei große Kastanienbäume, den Eingang flankierend, in der Werkhalle Transmission um 1900, Löschtröge und historisches Werkzeug, Bohrmaschine, Flachdecke auf Eisenstützen, genutzt als Holzwerkstatt, Schmiede und Landmaschinenreparaturwerkstatt. | 08967059 |
| Direkt Bild zu diesem Denkmal hochladen | Pfarrhaus, Nebengebäude (Schuppen), Glocke im Pfarrgarten, Einfriedungsmauer und Pfarrgarten                                     | Schulstraße 2 (Karte)   | Um 1820 (Pfarrhaus); 1966 (jüngere Glocke)                                           | Baugeschichtlich und ortsgeschichtlich von Bedeutung. - Pfarrhaus: eingeschossig mit Drempel, massiv (Ziegelstein), verputzt, Bruchsteinsockel, giebelseitig mittig Eingang, von Lisenen gerahmt, gerade profilierte Verdachung, Sandsteingewände, originale Eingangstür mit Oberlicht, Rechteckfenster mit Faschen, gerade profilierte Fensterverdachung, traufseitig sechs Fensterachsen, zweiachsiger Mittelrisalit, Satteldach, Biberschwanzdeckung (Kronendeckung), liegende Drempelfenster (Rechteckfenster), innen originale Türschlösser, originales Treppenhaus, originale Türen - Einfriedung: Bruchstein- und Ziegelsteinmauer, Zieglstein-Abdeckung - Nebengebäude: eingeschossig, roter Ziegelsteinbau, Satteldach (Krempziegel, Biberschwanzdeckung), Segmentbogen-Eingänge, großes Holztor - im Garten Glockenstuhl (Eisengerüst) mit zwei Glocken, eine davon (die jüngere) von 1966, ehemals im Kirchturm aufgehängt (Fachwerkturm mit Uhr und Haube), der wegen Baufälligkeit abgerissen wurde | 08967062 |
| Weitere Bilder                          | Gasthof „Zum ...... Hause“ | Schulstraße 8 (Karte)   | 2. Hälfte 19. Jahrhundert                                                            | Putzbau mit historisierender Fassadengestaltung, baugeschichtlich und ortsgeschichtlich von Bedeutung. Zweigeschossig, Bruchstein und Obergeschoss Ziegelstein, verputzt, traufseitig sieben Fensterachsen, originale Putzgliederung (Eckquaderung), einfach profilierte Faschen, Gesims, Satteldach, Biberschwanzdeckung, traufseitig Windfang mit Satteldach, originale Eingangstür mit Oberlicht, über Eingangstür Inschrift „Inhaber Hermann Speck“, Rechteckfenster, Holzsprossenfenster. Gebäude eingestürzt (Stand 2024). Saalanbau eingeschossig, massiv, verputzt, Satteldach, ehemalige Rundbogenfenster zum Teil zugesetzt, schlechter Bauzustand (ruinös), Streichung 2013. | 08966358 |
| Weitere Bilder                          | Östliches Auszugshaus, südlicher Pferdestall mit Kumthalle und westliche Scheune eines Vierseithofes                             | Schulstraße 11 (Karte)  | 2. Hälfte 19. Jahrhundert (Auszugshaus und Pferdestall); 1906 (Scheune)              | Zeugnis der Wohn- und Wirtschaftsweise vergangener Zeiten, baugeschichtlich, sozialgeschichtlich und wirtschaftsgeschichtlich von Bedeutung. - Pferdestall: zweigeschossig, massiv, verputzt, zum Teil unterkellert, traufseitig dreijochige Kumthalle, Segmentbogen-Arkaden und zwei Sandstein-Säulen auf oktogonalem Sockel, großes Segmentbogentor (vermauert) zur Remise, Segmentbogen- und Rechteckfenster, zum Teil Sandsteingewände, profiliertes Gurt- und Traufgesims, Ecknutung, Satteldach, Biberschwanzdeckung, Stall: innen preußische Kappen auf Eisensäulen, auch als Schweinestall genutzt, Putzgliederung um 1900 - Auszugshaus: eingeschossig mit Drempel, massiv (Ziegelstein), verputzt, Satteldach, Betondachziegel, im Drempel Segmentbogenfenster, sonst Rechteckfenster mit profiliertem Sandsteingewände - Scheune: massiv, verputzt, zwei große Segmentbogentore mit Schlussstein, Faschen, Holztore, Rundfenster, Satteldach, Falzziegel | 08967058 |
| Direkt Bild zu diesem Denkmal hochladen | Ehemalige Schule und Toilettengebäude                                                                                            | Schulstraße 12 (Karte)  | 1827 (Schule); um 1900 (Toilettengebäude)                                            | Ortsgeschichtlich von Bedeutung. - Schule: eingeschossig, massiv, Ziegelstein, verputzt, Rechteckfenster, Holztraufe, rückseitig Zwerchgiebel, einseitig abgewalmtes Satteldach, Biberschwanzdeckung, ein Fenster vergrößert, Eingangstür mit Oberlicht, innen originale Türen (um 1830) und Holzstütze im ehemaligen Klassenzimmer - Toilettengebäude: eingeschossig mit Drempel, Ziegelstein, verputzt, originale Putzgliederung (Gesimsbänder, Ecklisenen), Satteldach, Biberschwanzdeckung, Bruchsteinsockel, hofseitig vier Eingänge, alte Holztüren, Rechteckfenster, Fensterfaschen, gestufte Ziegelsteintraufe, Granitstufen | 08967081 |
| Weitere Bilder                          | Südliches Wohnhaus und nördliches Seitengebäude eines ehemaligen Dreiseithofes mit Einfriedung und Toreinfahrt                   | Schulstraße 18 (Karte)  | Schlussstein bezeichnet mit 1777 (Bauernhaus); um 1900 (Stallgebäude)                | Zeugnis der Wohn- und Wirtschaftsweise vergangener Zeiten, bemerkenswertes Portal, baugeschichtlich und wirtschaftsgeschichtlich von Bedeutung. - Wohnhaus: zweigeschossig, Erdgeschoss und Giebel massiv, verputzt, Obergeschoss Fachwerk, verputzt, Krüppelwalmdach, Biberschwanzdeckung, rückwärtige Traufseite mit zweigeschossigem Anbau mit verbrettertem Obergeschoss und Eingang, seitlich Segmentbogenfenster mit Oberlicht-Sprossen, giebelseitig eingeschossiger verbretterter Taubenhausanbau mit Pultdach, Biberschwanzdeckung, hofseitig Segmentbogeneingang mit Schlussstein bezeichnet mit „CK 1777“, Dreiecksgiebelverdachung, Sandsteingewände, originale Eingangstür (Gründerzeit), Oberlicht, im Eingang Rechteckfenster mit profilierter gerader Verdachung - Stall: zweigeschossig, massiv (Mischmauerwerk), verputzt, Segmentbogeneingänge mit Oberlicht, Ladeluke, Satteldach (Krempziegel erneuert), im Stall preußische Kappen, Segmentbogenfenster mit Eisensprossen, abgestufte Traufe, Ziegelstein-Sohlbänke, im Drempel liegende Rechteckfenster - Einfriedung: Ziegelsteinmauer, Eisenzaun (erneuert), quadratische Ziegelstein-Torpfeiler mit Kunststein-Aufsatz, Leutepforte mit Holztor, Abbruch vorgesehen | 08967057 |

## Kamitz
| Bild           | Bezeichnung                           | Lage                  | Datierung | Beschreibung | ID       |
| -------------- | ------------------------------------- | --------------------- | --------- | --- | -------- |
| Weitere Bilder | Ehemaliges Herrenhaus des Rittergutes | Schloßplatz 8 (Karte) | Um 1910   | Gut gestalteter ortsbildprägender Bau, anspruchsvolles Beispiel der versachlichten Architektur nach 1900, dominiert von Risalit mit Dreiecksgiebel, Teil eines alten Rittergutes, baugeschichtlich und ortsgeschichtlich, wohl auch künstlerisch bedeutend. Zweigeschossiger Bau, massiv, verputzt, Mansardwalmdach, gelbe Biberschwanzdeckung, Bruchstein- und Ziegelsteinsockel, Rechteckfenster mit Faschen, Treppenhaus-Mittelrisalit mit Ecknutung und Dreiecksgiebel, profiliertes Traufgesims, mittig Zwillingsfenster, Satteldachgaupen, profilierte Traufe (massiv), genutete Ecklisenen. | 08966443 |

## Kathewitz
| Bild           | Bezeichnung | Lage                | Datierung       | Beschreibung | ID       |
| -------------- | --- | ------------------- | --------------- | --- | -------- |
|                | Nordwestliches Auszugshaus, westliches Wohnhaus und südliches Seitengebäude eines ehemaligen Vierseithofes sowie Einfriedung und Toreinfahrt | Elbstraße 5 (Karte) | 19. Jahrhundert | Zeugnis der bäuerlichen Wohn- und Arbeitsweise vergangener Zeiten, baugeschichtlich, sozialgeschichtlich und wirtschaftsgeschichtlich von Bedeutung. - Wohnhaus: zweigeschossig, Satteldach, Biberschwanzdeckung, massiv, verputzt, Lehmdecken, hofseitig Kranhäuschen - Auszugshaus: eingeschossig, massiv, verputzt, gekehle Traufe, Krüppelwalmdach, Krempziegel, Rechteckfenster - Stall: eingeschossig, massiv, Sandsteingewände, Satteldach, Krempziegel, Segmentbogentor - Einfriedung: hohe Einfriedungsmauer, zum Teil Außenwand der abgerissenen Scheune, massiv, verputzt, Falzziegelabdeckung, drei quadratische Torpfeiler, Ziegelstein, pyramidaler Sandsteinaufsatz, Wagenschoner, neues Holztor - Scheune abgerissen | 08967043 |
| Weitere Bilder | Ehemaliges Herrenhaus, nördliches Remisengebäude und Gutspark des Rittergutes                                                                | Elbstraße 9 (Karte) | Um 1910         | Herrenhaus stattlicher Bau mit Reformstil-Elementen der Zeit um 1910, baugeschichtlich und ortsgeschichtlich von Bedeutung. - Herrenhaus: zweigeschossig, massiv, verputzt, polygonale Eckrisalite an der östlichen Traufseite, mittig Eingangsrisalit mit Treppenaufgang und Segmentbogengiebel, im Obergeschoss Rundbogenfenster, profiliertes Traufgesims, an westlicher dreigeschossiger Traufseite Zwerchhaus mit Lisenengliederung, Dreiecksgiebel und Ochsenauge, Segmentbogengaupen, Putzstuck (Tierrelief am Eingang), Mansardwalmdach, gelbe Biberschwanzdeckung, giebelseitig trapezförmiger Erker mit Holzsäulen, originale Putzgliederung, originale Fenster, Kellergeschoss genutet, gekehlte Traufe - Remisengebäude: Putzbau mit Walmdach - ehemaliger Gutspark: als Nebenanlage mit niedrigen Trockenmauern und Altbaumbestand | 08966444 |

## Kaucklitz
| Bild | Bezeichnung                                                                       | Lage                              | Datierung                                | Beschreibung | ID       |
| ---- | --------------------------------------------------------------------------------- | --------------------------------- | ---------------------------------------- | --- | -------- |
|      | Wohnhaus eines ehemaligen Dreiseithofes sowie Einfriedungspfeiler und Toreinfahrt | An der Torgauer Straße 6a (Karte) | Giebel Putzinschrift bezeichnet mit 1904 | Von ortsgeschichtlicher und baugeschichtlicher Bedeutung, alte Ortslage Kaucklitz. - Wohnhaus: zweigeschossig, massiv, Ziegelsteinsockel, sonst verputzt mit Ziegelsteingliederung (Fenstergewände, Türrahmung, im Giebeldreieck Lisenengliederung), Segmentbogenfenster, an der Rückseite Anbau mit Altan, originale Treppenhausfenster (mit grünem Glas), darüber Ochsenauge, Satteldach - Reste der Einfriedung: quadratische Torpfeiler (Ziegelstein) auf Sandsteinsockel und Sandsteinabdeckplatte | 08967076 |

## Köllitsch
| Bild                                    | Bezeichnung                                                                         | Lage              | Datierung           | Beschreibung | ID       |
| --------------------------------------- | ----------------------------------------------------------------------------------- | ----------------- | ------------------- | --- | -------- |
| Direkt Bild zu diesem Denkmal hochladen | Ehemaliges Herrenhaus eines Gutes und Gutspark mit Treppe zum Teich (Gartendenkmal) | Am Park 3 (Karte) | Bezeichnet mit 1894 | Alte Ortslage Korgitzsch, heute Sächsische Landesanstalt für Landwirtschaft, baugeschichtlich und ortsgeschichtlich von Bedeutung. - Herrenhaus: zweigeschossig, massiv, verputzt, winkelförmiger Grundriss, Satteldach, zum Teil Pfettendach mit einfach geschnitzten Sparrenköpfen, Sohlbänke und profilierte Fenstergewände aufgeputzt, originale Fenster, späterer Vorbau, profiliertes Putzgesims, linker Flügel Abbruch - Park mit altem Baumbestand und Teich, zum Teich führende Sandsteintreppe und zwei begrenzende Sandstein-Podeste | 08967064 |

## Kötten
| Bild           | Bezeichnung | Lage                 | Datierung | Beschreibung | ID       |
| -------------- | ----------- | -------------------- | --------- | --- | -------- |
| Weitere Bilder | Wegestein   | Lindenstraße (Karte) | Um 1900   | Verkehrsgeschichtliche Bedeutung. Quadratischer Granitstein mit pyramidalem Abschluss, an drei Seiten eingemeißelte Inschriften (schwarz gefasst) „3 km nach Blumberg, 5 1/2 nach Cölsa“, „14 km nach Torgau, 17 km nach Liebenwerda“, „5 1/2 km nach Cölsa, 3 km nach Blumberg“ sowie Richtungspfeile. | 08967066 |

## Nichtewitz
| Bild                                    | Bezeichnung                           | Lage                     | Datierung | Beschreibung | ID       |
| --------------------------------------- | ------------------------------------- | ------------------------ | --------- | --- | -------- |
| Weitere Bilder                          | Wegestein                             | Breite Straße (Karte)    | Um 1900   | Verkehrsgeschichtliche Bedeutung. Sandstein-Pfeiler (quadratisch), eingemeißelte Inschrift „Arzberg“, „Koßdorf“, „Oehdorf“ (?), „Kaucklitz“, zum Teil schwarz gefasst. | 08967074 |
| Direkt Bild zu diesem Denkmal hochladen | Wohnhaus                              | Breite Straße 18 (Karte) | 1816      | Obergeschoss Fachwerk, baugeschichtlich und straßenbildprägend von Bedeutung. Zweigeschossig, Erdgeschoss massiv (Bruchstein), Obergeschoss Fachwerk mit Ziegelstein-Ausfachung, Holztraufe, Krüppelwalmdach, Türgewände Sandstein, Inschrift „K... abgr. 1816 erb. 1820“ (später eingehauen), Segmentbogentür später zugesetzt, Fenstergewände Sandstein, Lehmdecken im Inneren, Kreuzstockfenster, Abbruch vorgesehen. | 08966440 |
|                                         | Herrenhaus eines ehemaligen Freigutes | Wirtschaftsweg 1 (Karte) | Um 1800   | Stattlicher Putzbau mit Mansardwalmdach und Zwerchhaus, baugeschichtlich und ortsgeschichtlich von Bedeutung. Zweigeschossiger Massivbau auf winkelförmigem Grundriss, verputzt, Mittelrisalit, profilierte Putztraufe, Mansarddach (gelbe Biberschwanzdeckung), Dachgaupen, Zwerchhaus, Sandstein-Türgewände mit Schlussstein, Treppenaufgang (Beton), eingeschossiger Anbau, innen im Hausflur Ausstattung um 1910 (Holztäfelung, Intarsientüren, geschnitzte Figurenkonsolen, Balkendecken, im Treppenhaus Säulen, den Eingang flankierend). (Rittergut oder?) Freigut im Besitz der Familie Stiehl (seit 1702), später Kammerherr Carl August von Polenz, seit 1780 Erbrichtergut, seit 1872 an den Fabrikanten Wilhelm Schmidt aus Bitterfeld übergegangen. | 08966456 |

## Packisch
| Bild           | Bezeichnung | Lage                              | Datierung                                                                                                | Beschreibung | ID       |
| -------------- | --- | --------------------------------- | --- | --- | -------- |
| Weitere Bilder | Nördliches Gutsverwalterhaus (Gebäude 9), westliches Pförtnerhaus mit Toranlage und Resten der Einfriedung (Gebäude 8, 8a), Wirtschaftsgebäude parallel zur Straße (Gebäude 1), südwestliche Scheune (Gebäude 3) sowie südöstliches und östliches Wirtschaftsgebäude (Gebäude 4 und Gebäude 2) eines ehemaligen Domänengutes (Staatsgut Packisch) | Mühlberger Straße (Karte)         | 2. Hälfte 19. Jahrhundert (Wirtschaftsgebäude und Pförtnerhaus); bezeichnet mit 1899 (Gutsverwalterhaus) | Charakteristische, repräsentative Gutsanlage des 19. Jahrhunderts, baugeschichtlich, wirtschaftsgeschichtlich und ortsgeschichtlich von Bedeutung. - Gebäude 9: Das 1899 erbaute Gutshaus bzw. Gutsverwalterhaus (am Eingangsrisalit bezeichnet mit 1899) ist ein zweigeschossiger Ziegelsteinbau über rechteckigem Grundriss. Es wird von einem hohen Walmdach abgeschlossen. An der Vorderfront tritt ein Risalit mit Ziergiebel und Rundbogenportal hervor. Die Wandflächen sind verputzt. Sie werden von Gesimsen, Ecklisenen und Fenstereinfassungen aus Verblendziegeln belebt. Des Weiteren erscheinen der Risalit und die Sockelzone steinsichtig. Hinter dem Rundbogenportal befindet sich der Eingangsbereich mit Kreuzgewölbe. Der Ziergiebel besteht aus vorgeblendetem Fachwerk und überkragenden Giebelschrägen mit geschnitzten Sparren. - Stallscheune (Gebäude 4): besitzt im Obergeschoss eine markante Fachwerkkonstruktion mit Ziegelstein-Ausfachung, an der Rückseite auch außen erkennbar, zweigeschossig, Ziegelstein, verputzt (außer Giebel), Satteldach, Biberschwanzdeckung - langgestreckte Stallgebäude (Gebäude 2): im Inneren auf gusseisernen Stützen ruhende Kreuzgewölbe, vierschiffig, 16 Joche, die beiden Mittelschiffe Kreuzgratgewölbe, zwei Seitenschiffe Tonnengewölbe, später eingebaute Betonfenster (liegende Rechteckfenster), insgesamt zweigeschossig, Ziegelstein, verputzt, Satteldach - ehemalige Scheune (Gebäude 3): jetzt zum Pferdestall umgebaut, eingeschossig, massiv, verputzt (Bruchstein), Segmentbogenfenster und -tore, Holztore, gerade Holzbalkendecke - Stall (Gebäude 1): parallel zur Straße, eingeschossig mit Drempel, verputzt, Drempel Ziegelstein mit Ziegelformsteinen, gegliedert, Sägeschnitt-Traufgesims (Ziegelstein), Satteldach (Betonziegel) - Pförtnerhaus und Toranlage (Gebäude 8, 8a): zweigeschossiges Pförtnerhaus, roter Ziegelstein, unverputzt, Satteldach (Betonziegel), Ziegelstein-Gesims (Sägeschnitt), Segmentbogenfenster, abgetrepptes Traufgesims, zwei quadratische Torpfeiler aus Ziegelstein mit Dreiecksgiebelbekrönung, Eisentor - kleiner Gutspark im Norden stark verändert (kein Denkmal) | 08966359 |
| Weitere Bilder | Wegestein | Mühlberger Straße 6 (vor) (Karte) | Um 1900                                                                                                  | Von verkehrsgeschichtlicher Bedeutung. Granitstele mit pyramidalem Abschluss, quadratischer Grundriss, auf einer Seite Inschrift „14 1/2 km nach Mühlberg 14 km nach Torgau“ und Richtungspfeile. | 08967060 |

## Pülswerda
| Bild           | Bezeichnung | Lage                                     | Datierung                                                                                  | Beschreibung | ID       |
| -------------- | --- | ---------------------------------------- | ------------------------------------------------------------------------------------------ | --- | -------- |
| Weitere Bilder | Wegestein | Am Schlosspark (Karte)                   | Um 1900                                                                                    | Verkehrsgeschichtliche Bedeutung. Naturstein-Stele mit Inschrift „Privatweg“ und Richtungspfeile, „Camitz, Kathewitz, Belgern, Neusorge, Zschackau, Torgau“, „Erneuert 1999“. | 08967055 |
| Weitere Bilder | Kapelle des ehemaligen Rittergutes, zwei Grabmale, Park und Einfriedung | Kapellenweg (Karte)                      | Bezeichnet mit 1871 (Türsturz)                                                             | Neogotische Kapelle von baugeschichtlicher und ortsgeschichtlicher Bedeutung. - Kapelle: Bauherr war der damalige Rittergutsbesitzer von Pülswerda, der königliche Kammerherr und geheime Regierungsrat Max Graf von Seydewitz, Landrat des Kreises Torgau, auf Wunsch seiner 1850 verstorbenen Mutter, der Frau Generalin von Seidewitz, geborene von Talenberg, wurde die Kapelle errichtet, nördlich vom Herrenhaus gelegen, Ziegelsteinbau, ruinös, einschiffiger Saal, Satteldach mit Giebelreiter (Dreiecksgiebel mit Spitzbogenfenster, ehemals Glockenturm), Westfassade gegliedert durch Spitzbogenportal (Ziegelstein-Stufengewände), Sandsteingewände, im Sturz Inschrift „Dies Haus ist Denkmal treuer Kindespflicht, mit Gott errichtet und in Gottes Namen – steh immer dar vor seinem Angesicht bis an das Ende aller Tage. Amen“, innen drei Joche, Gurtbögen, 3/8-Chor mit drei Segmentbogenfenstern, über dem Eingang der Westfassade Vierpass, sonst Segmentbogenfenster, Treppenaufgang - im Park (alter Baumbestand) zwei Grabsteine: - Engelfigur aus weißem Marmor, Inschrift zum Teil lesbar („.... Rittergutsbesitzer“) - Kriegerdenkmal mit Kreuzaufsatz und Totenkopf-Relief, Eichenlaub und Eisernes Kreuz, Inschriftplatte „Hier ruhn in Gott Rittmeister Eugen Friedrich Wilhelm Bake, Herr auf Collmen und Pülswerda, geb. 1870, gefallen fürs Vaterland 1915“ - Einfriedung: rote Klinkermauer, glasierte Ziegelabdeckung, quadratische Pfeiler, Ziergitter | 08966449 |
| Weitere Bilder | Schloss, Rittergut und Park Pülswerda (Sachgesamtheit) | Schlosshof 2, 7, 9 (Wiesengrund) (Karte) | 1767 (Herrenhaus)                                                                          | Sachgesamtheit Schloss, Rittergut und Park Pülswerda mit folgenden Einzeldenkmalen: Schloss, nördlicher Pferdestall und Pflaster des ehemaligen Wirtschaftshofes eines Rittergutes sowie Gutspark und gartengestalterische Elemente der Landschaftsverschönerung im Umfeld der Ortslage (Alleen, Baumgruppen und Solitärbäume) (siehe auch Einzeldenkmale 08966450 und Sachgesamtheitsbestandteile in Torgau, Stadt Ortsteil Graditz, 09306895); Schloss im Stil der englischen Neugotik (Tudorstil), Gestaltung der Parkanlage und des Umfeldes wahrscheinlich unter Beteiligung Fürst Pücklers, baugeschichtlich, kunstgeschichtlich und landschaftsgestaltend von Bedeutung | 09306896 |
| Weitere Bilder | Schloss, nördlicher Pferdestall und Pflaster des ehemaligen Wirtschaftshofes eines Rittergutes sowie Gutspark und gartengestalterische Elemente der Landschaftsverschönerung im Umfeld der Ortslage (Alleen, Baumgruppen und Solitärbäume), Einzeldenkmale zu ID-Nr. 09306896 | Schlosshof 2, 7, 9 (Wiesengrund) (Karte) | Im Kern 1767 (Herrenhaus); nach 1850 (Herrenhaus); 2. Hälfte 19. Jahrhundert (Pferdestall) | Einzeldenkmale der Sachgesamtheit Schloss, Rittergut und Park Pülswerda; Schloss im Stil der englischen Neugotik (Tudorstil), Gestaltung der Parkanlage und des Umfeldes wahrscheinlich unter Beteiligung Fürst Pücklers, baugeschichtlich, kunstgeschichtlich und landschaftsgestaltend von Bedeutung. Das frühere Vorwerk und spätere Rittergut Pülswerda gehörte bis 1893 zur Parochie Weßnig. - Herrenhaus (Schlosshof 7/9): zweigeschossig, massiv, verputzt, längsrechteckiger Bau, Hauptbau sieben Fensterachsen, flaches Walmdach (Schieferdeckung), Mittelachse betont durch Mittelturm mit Zinnenkranz, zinnenbekrönte Ecktürmchen, hochrechteckige Fenster überfangen von abgewinkelten Fensterverdachungen, Sandsteingewände, an der Gartenseite von Pfeilern gestützter Altan mit Balusterbrüstung, innen originale Türen und Stuckdecken, war Landsitz von Clementine von Callenberg, der Mutter von Hermann von Pückler-Muskau - historisierende Decken: im Vestibül Kassettendecke, anschließend Holzbalkendecke - Ausstattung: antikisierende Marmorplastik einer sitzenden weiblichen Figur mit zwei Knaben von Johannes Hirt (verschollen), um 1880, aufwendiger neobarocker Kachelofen (zerstört) - hinter dem Herrenhaus Reste des englischen Parks mit rechteckigem Wasserbau aus Naturstein (eventuell Zisterne oder Tränke, Bedeutung unklar), niedrigerer Seitenflügel (später angefügt) mit Putzgliederung, flaches Walmdach, an der Hofseite Eingangsportal im Neurokokostil, seitlich Drillingsfenster - Wirtschaftsgebäude (Pferdestall, Schlosshof 2): zweigeschossig, massiv (Ziegelstein), verputzt, kräftiger Mittelrisalit, Segmentbogenfenster, Sandsteingewände, innen preußische Kappen, geohrtes Segmentbogenportal, Tür mit Oberlicht, Walmdach, Falzziegel | 08966450 |

## Stehla
| Bild                                    | Bezeichnung                                                                                              | Lage                                    | Datierung                                                              | Beschreibung | ID       |
| --------------------------------------- | --- | --------------------------------------- | ---------------------------------------------------------------------- | --- | -------- |
| Weitere Bilder                          | Turmholländer mit Mühlentechnik (Windmühle Stehla)                                                       | Blumberger Straße 6 (Karte)             | Bezeichnet mit 1876 (Mühle); 1. Hälfte 20. Jahrhundert (Mühlentechnik) | Technikgeschichtlich von Bedeutung. Turmwindmühle (ohne Ruten), Erdgeschoss Bruchstein, sonst verputzter Ziegelsteinbau, fünfgeschossig, Fenstergewände im Erdgeschoss und Türgewände Sandstein, Inschrifttafel „Erbaut 1876 Fr. Schreiber“, Putzgliederung, Ziegelsteintraufe, im Inneren einfache Walzenstühle erhalten, alte Türen und Fenster, Gebälk im Erdgeschoss stammt von ehemaliger Schiffsmühle von Strehla. Von der Firma Kählitz & Lübcke aus Leipzig-Eutritzsch: Reinigungsmaschine und Sichter, 1938 abgebrannt, bis 1959 mit Elektromotor in Betrieb. | 08966439 |
| Direkt Bild zu diesem Denkmal hochladen | Nordöstliches Wohnhaus und westlich daran angebautes Seitengebäude eines Dreiseithofes sowie Einfriedung | Dorfstraße 3 (Karte)                    | Schlussstein bezeichnet mit 1802                                       | Straßenbildprägendes Zeugnis der Wohn- und Wirtschaftsweise vergangener Zeiten, baugeschichtlich und wirtschaftsgeschichtlich von Bedeutung. - Wohnhaus: zweigeschossig, massiv, verputzt, beidseitig abgewalmtes Mansarddach, Biberschwanzdeckung (neu), Rechteckfenster, originaler Dachstuhl, hölzernes Traufgesims, traufseitig eingeschossiges Eingangsvorhäuschen, innen originales Eingangsportal (Segmentbogen) aus Sandstein mit Schlussstein bezeichnet mit „Nummer 9/F.C.S. 1802“, rückseitig eingeschossiger Anbau mit Satteldach, im Keller Gewölbe - giebelseitig ans Wohnhaus anschließendes Stallgebäude: eingeschossig, massiv, verputzt, Eingang mit geradem Sandsteinsturz, liegende Rechteckfenster, Holzschiebetor, Satteldach, Biberschwanzdeckung, Kronendeckung, Schleppgaupen mit Ladeluken, Holzläden, innen dreischiffiger Kuhstall mit Sandsteinsäulen und Tonnengewölbe - vor dem Wohnhaus Einfriedung: Bruchstein- und Ziegelsteinmauer, zum Teil verputzt | 08967085 |
| Weitere Bilder                          | Transformatorenstation                                                                                   | Dorfstraße 3 (gegenüber) (Karte)        | Um 1925                                                                | Technik- und versorgungsgeschichtlich von Bedeutung. Verputzter Massivbau auf quadratischem Grundriss, Gesims, Zeltdach, Biberschwanzdeckung, Holztraufe, rautenförmiges Fenster, Bau heute als Vogelwarte umgenutzt. | 08967069 |
| Weitere Bilder                          | Kirche mit Ausstattung, Kirchhof, Einfriedung und Kirchhofstor                                           | Koßdorfer Straße (Karte)                | 1716                                                                   | Saalkirche, Putzbau mit Westturm, baugeschichtlich und ortsgeschichtlich von Bedeutung. - Saalkirche mit polygonalem Ostabschluss (3/8-Schluss), leicht eingestellter Westturm auf rechteckigem Grundriss mit Walmdach und oktogonalem Dachreiter und spitzem Helm mit Kugel und Kreuz, Schieferdeckung, Kirchenschiff Satteldach, Biberschwanzdeckung am Turm, einfaches Sandstein-Türgewände, Rechteckfenster mit Sandsteingewände, innen flach gedeckt, einfacher Kanzelaltar aus der Erbauungszeit - Einfriedung: Bruchsteinmauer, verputzt, quadratische Torpfeiler, Eisenzaun | 08967070 |
| Weitere Bilder                          | Wohnhaus in offener Bebauung                                                                             | Koßdorfer Straße 6 (Karte)              | Um 1900                                                                | Städtisches Wohnhaus der Jahrhundertwende mit historistischer Fassade, baugeschichtlich und straßenbildprägend von Bedeutung. Zweigeschossig, massiv, verputzt, Rechteckfenster, im Obergeschoss Dreiecksgiebel-Verdachung, Kellersockel mit liegenden Rechteckfenstern, Gesims, Satteldach, traufseitig sechs Fensterachsen, Seitenrisalite. | 08967071 |
| Weitere Bilder                          | Wegestein                                                                                                | Koßdorfer Straße 15 (gegenüber) (Karte) | Um 1900                                                                | Verkehrsgeschichtlich von Bedeutung. Quadratische Granitstele, zweiseitig beschriftet, eingemeißelte Inschriften schwarz gefasst: „Blumberg 3 1/2 km, Altbelgern 2 km“, „Cossdorf 3 km, Packisch 3 km“ sowie Richtungspfeile. | 08967068 |

### Ehemalige Denkmäler (Stehla)
| Bild                                    | Bezeichnung | Lage                        | Datierung                 | Beschreibung | ID       |
| --------------------------------------- | ----------- | --------------------------- | ------------------------- | --- | -------- |
| Direkt Bild zu diesem Denkmal hochladen | Häuslerhaus | Koßdorfer Straße 10 (Karte) | 1. Hälfte 19. Jahrhundert | Schlichter Putzbau, sozialgeschichtlich von Bedeutung; zwischen 2009 und 2015 abgerissen. Eingeschossig, massiv, verputzt, Fenster-Sohlbänke Sandstein, Türgewände Sandstein, Schlussstein, profilierte Putztraufe, Satteldach, Winterfenster. | 08967067 |

## Tauschwitz
| Bild           | Bezeichnung                            | Lage                   | Datierung             | Beschreibung | ID       |
| -------------- | -------------------------------------- | ---------------------- | --------------------- | --- | -------- |
| Weitere Bilder | Transformatorenstation                 | Am Dorfplatz (Karte)   | Um 1905               | Technikgeschichtlich von Bedeutung. Quadratischer Grundriss, massiv (Ziegelstein), verputzt, im unteren Teil Rauputz, Eingang mit Fasche, darüber Rautenfenster, profiliertes Geschossgesims, Obergeschoss Glattputz, weiter Dachüberstand (hölzerner Traufkasten), spitzes Zeltdach, Biberschwanzdeckung, alte Isolatoren. | 08967079 |
| Weitere Bilder | Gesindehaus des ehemaligen Rittergutes | Am Dorfplatz 3 (Karte) | Mitte 19. Jahrhundert | Heute Wohnhaus, Obergeschoss Fachwerk verkleidet, baugeschichtlich und ortsgeschichtlich von Bedeutung. Langgestreckter rechteckiger Bau, zweigeschossig, Erdgeschoss massiv, verputzt, nicht unterkellert, Biberschwanzdeckung, Satteldach einseitig abgewalmt (Betondachziegel), Rechteckfenster mit Sohlbänken, traufseitig zwei Eingänge mit Treppenaufgang, Giebelseite Biberschwanzdeckung, hölzerne Traufe, Gesindehaus gehörte zum Gutshaus (abgerissen). | 08967078 |

## Triestewitz
| Bild                                    | Bezeichnung | Lage                                                         | Datierung | Beschreibung | ID       |
| --------------------------------------- | --- | ------------------------------------------------------------ | --- | --- | -------- |
| Weitere Bilder                          | Sühnekreuz | Schlossstraße 1 (bei) (Karte)                                | Mittelalter | Ortsgeschichtliche Bedeutung, Sandsteinkreuz, ein Kreuzflügel abgebrochen | 08967042 |
|                                         | Ehemalige Schule und Lehrerwohnhaus                                                                                               | Schlossstraße 17, 19 (Karte)                                 | 1852 | Ortsgeschichtlich und sozialgeschichtlich von Bedeutung, eingeschossig, massiv, verputzt. Linker Anbau mit flachem Satteldach (Pfettendach mit geschnitzten Sparrenköpfen), war ehemals Klassenraum. Rechts älterer Gebäudeteil der Schule mit Krüppelwalmdach, profilierte Putztraufe, Rechteckfenster mit Fensterläden (ehemals Lehrerwohnung), links originale Tür mit Treppenaufgang (Beton). | 08967072 |
| Weitere Bilder                          | Kirche (mit Ausstattung), Kirchhof mit Erbbegräbnis, Einfriedung, Toranlage und Denkmal für die Gefallenen des Ersten Weltkrieges | Schlossstraße 21 (Karte)                                     | Bezeichnet mit 1582, Umbau bezeichnet mit 1754 (Kirche); um 1582 (Altar); 1875–1910 (Erbbegräbnis); 1886 (Erbbegräbnis)        | Reich ausgestattete Patronatskirche, verputzter Bruchsteinbau mit kleinem Fachwerkturm an Südseite und Westturm mit Haube und Laterne, baugeschichtlich, kunstgeschichtlich, künstlerisch und ortsgeschichtlich von Bedeutung. Giebelbekrönung Südportal bezeichnet mit 1582, Schlussstein an der Westfassade bezeichnet mit 1754, Saalkirche, verputzter Bruchsteinbau mit 3/8-Chorschluss, aufgeputzte Eckquaderung, Satteldach, Biberschwanzdeckung, an Nordseite Sakristei und Gruftanbau, kleiner Fachwerkturm als Logenzugang an der Südseite, über Südportal Wappenfeld, von Putti flankiert, Westturm auf quadratischem Grundriss, oktogonales Obergeschoss, geschweifte Haube und Laterne von 1754, Kugelaufsatz und Wetterfahne, über Portal geohrtes Sandsteingewände mit Schlussstein, Wappenstein, reiche Ausstattung im Inneren, bemalte Holzbalkendecke, umlaufende Emporen (im Norden zweigeschossig) und Gestühl mit biblischen Szenen bemalt (18. Jahrhundert), Flügelaltar, Kanzel, Taufstein mit Wappen, Patronatslogen, Grabdenkmäler bzw. Epitaphe der Kirchenpatrone der Familien Runge und Hartitzsch in Stein (16.–18. Jahrhundert). - auf dem Friedhof Erbbegräbnis der Familie Stammer: fünf Grabplatten liegend, Naturstein, von 1910, 1885, 1875, 1886 und 1890, bis auf einen Grabstein (Löwe) Wappen entfernt, Grabanlage umzäunt mit Eisenziergitter - Kriegerdenkmal für die Gefallenen des Ersten Weltkrieges: quadratische Muschelkalkstele, Aufsatz als Stahlhelm und Eisernes Kreuz, Inschrift verwittert - Einfriedung: Ziegelstein-Mauer, verputzt, Eisenzaun auf Mauersockel, quadratische Einfriedungspfeiler, rundbogige Toranlage mit kräftigem Stufengewände, rundbogiges Holztor                                                                                        | 08967054 |
| Weitere Bilder                          | Rittergut und Park Triestewitz (Sachgesamtheit)                                                                                   | Schlossstraße 27, 28, 29, 31, 35, 37, 39, 41, 43, 45 (Karte) | 16.–19. Jahrhundert (Rittergut); 19. Jahrhundert (Wirtschaftsgebäude)                                                          | Sachgesamtheit Rittergut und Park Triestewitz, mit folgenden Einzeldenkmalen: Herrenhaus mit Torhaus und Hintergebäude (siehe Einzeldenkmal 08967053, Schlossstraße 37, 39), dazu Wirtschaftsgebäude (siehe Einzeldenkmal 09306612, Schlossstraße 27, 29) sowie Scheune, Wirtschaftsgebäude und davor liegende Pferdetränke im ehemaligen Wirtschaftshof (siehe Einzeldenkmal 08967050, Schlossstraße 31, 35), mit ehemaligem Gutsverwalterhaus (siehe Einzeldenkmal 08966451, Schlossstraße 28) und Taubenhaus (siehe Einzeldenkmal 08967049, hinter Schlossstraße 41), mit dem Gutspark mit Gartenbrücke und Grablege (Gartendenkmal) sowie mit weiteren Wirtschaftsgebäuden (Schlossstraße 41, 43, 45) und Fläche des Wirtschaftshofes als Sachgesamtheitsteile; vergleichsweise vollständig erhaltene Rittergutsanlage auf dem Gebiet des Altkreises Torgau, Herrenhaus eines der ältesten und bemerkenswertesten der Gegend, baugeschichtlich, kunstgeschichtlich, künstlerisch, ortsgeschichtlich und landschaftsgestaltend von Bedeutung, der Gutspark zeichnet sich durch seinen vielfältigen und wertvollen Bestand an Parkgehölzen aus | 09304669 |
| Direkt Bild zu diesem Denkmal hochladen | Wirtschaftsgebäude (Einzeldenkmal zu ID-Nr. 09304669)                                                                             | Schlossstraße 27, 29 (Karte)                                 | Bezeichnet mit 1789 | Einzeldenkmal der Sachgesamtheit Rittergut und Park Triestewitz; ehemaliger Pferdestall, heute Wohnhaus, bildet ortsbildprägendes Ensemble mit Kirche und Friedhof, Teil einer vergleichsweise vollständig erhaltenen Rittergutsanlage auf dem Gebiet des Altkreises Torgau, baugeschichtlich und ortsgeschichtlich von Bedeutung | 09306612 |
| Weitere Bilder                          | Ehemaliges Gutsverwalterhaus mit Stallteil (Einzeldenkmal zu ID-Nr. 09304669)                                                     | Schlossstraße 28 (Karte)                                     | 1. Hälfte 19. Jahrhundert | Einzeldenkmal der Sachgesamtheit Rittergut und Park Triestewitz; von ortsgeschichtlicher Bedeutung. Eingeschossig, massiv, verputzt, Ziegelsteinmauer, Krüppelwalmdach, Falzziegel, Satteldachgaupe, giebelseitig Stalleingang, Segmentbogenfenster mit Oberlicht-Sprossen, Abbruch vorgesehen. | 08966451 |
|                                         | Scheune, Wirtschaftsgebäude und davor liegende Pferdetränke (Einzeldenkmale zu ID-Nr. 09304669)                                   | Schlossstraße 31, 35 (Karte)                                 | Schlussstein bezeichnet mit 1789 (Wirtschaftsgebäude); 18. Jahrhundert (Pferdetränke); 1. Hälfte 19. Jahrhundert (Pferdestall) | Einzeldenkmale der Sachgesamtheit Rittergut und Park Triestewitz; Scheune, ehemaliger Kuhstall mit Kutscherwohnung (Nummer 31) und ehemaliger Stall, heute Wohnhaus und Garage (Nummer 35), bildet ortsbildprägendes Ensemble mit Kirche und Friedhof, Teil einer vergleichsweise vollständig erhaltenen Rittergutsanlage auf dem Gebiet des Altkreises Torgau, baugeschichtlich und ortsgeschichtlich von Bedeutung. - Scheune (Nummer 31), Kuhstall und ehemaliges Kutscherwohnhaus (Wohnung) im Obergeschoss: zweigeschossig, im Winkel zum ehemaligen Pferdestall gelegen, Satteldach, zum Teil Biberschwanzdeckung, Holztore - Wirtschaftsgebäude (Nummer 35): eingeschossig, massiv, verputzt, Mansarddach (Betondachziegel), giebelseitig vermauerter Schlussstein/Inschriftstein mit Inschrift: bezeichnet mit „1789 C.F.T.v.M.“, im Stall preußische Kappen, ehemals Kuhstall - Pferdetränke: rechteckiger Sandsteintrog, Wasserkasten | 08967050 |
| Weitere Bilder                          | Herrenhaus mit Torhaus (Nr. 37) und angebautem Wirtschaftsgebäude oder- flügel (Nr. 39), Einzeldenkmale zu ID-Nr. 09304669        | Schlossstraße 37, 39 (Karte)                                 | Ende 13. Jahrhundert (ursprünglich Wasserschloss); 1557–1579 (Herrenhaus); 1900 (Wirtschaftsgebäude)                           | Einzeldenkmale der Sachgesamtheit Rittergut und Park Triestewitz; ehemaliges Wasserschloss, im 16. Jahrhundert zum Schloss/Herrenhaus umgebaut, Putzbau mit Walm- und Satteldächern auf L-förmigem Grundriss, einer der ältesten und bemerkenswertesten Adelssitze der Gegend, baugeschichtlich, kunstgeschichtlich, künstlerisch und ortsgeschichtlich von Bedeutung. - Herrenhaus (ehemals Wasserschloss): massiv, verputzt, auf winkelförmigem Grundriss, zweigeschossig, Rechteckfenster, Sandsteingewände, am Torhaus vor der Durchfahrt rundbogiges Sitznischenportal aus Sandstein (Sitze erneuert), darüber Wappenrelief (16. Jahrhundert), links neben Tordurchfahrt Rundbogennische (ehemals Eingang zur mittelalterlichen Burg), Satteldach (Falzziegel), stark profilierte Traufe, Satteldach-Gaupen, im Hof Treppenturm (möglicherweise Rest eines mittelalterlichen Burgfriedes) mit Wendelstein, auf quadratischem Grundriss mit Segmentbogenportal und Schlussstein sowie Wappenrelief über dem Erdgeschossfenster mit Krone und Inschrift „Dieses Haus ist 1758 d. 12. May abgebrannt und Ende 1765 durch die Gnade Gottes wieder aufgebaut“, rundbogiger Kellereingang im Hof, Sandsteingewände, Bau an der Südseite von mächtigen Widerlagern gestützt, Torhauslängsseite (Hauptfront) elf Fensterachsen, am südwestlichen risalitartigen Anbau Nebeneingang mit Freitreppe, im Inneren barocke Raumstruktur weitgehend verändert, im Obergeschoss ein Kamin erhalten - im Winkel an das Herrenhaus anschließend Wohnhaus/Wirtschaftsgebäude oder-flügel (Nummer 39): zweigeschossig, massiv verputzt, Rechteckfenster, Krüppelwalmdach, traufseitig Inschrifttafel „Erbaut 1900 A. v. Stammer“; Rittergutsbesitzer Ritter von Triestewitz, von Runge, von Hartitzsch und von Stammer (1806–1945) | 08967053 |
|                                         | Taubenhaus (Einzeldenkmal zu ID-Nr. 09304669)                                                                                     | Schlossstraße 43 (hinter) (Karte)                            | Um 1900 | Einzeldenkmal der Sachgesamtheit Rittergut und Park Triestewitz; bildet Ensemble mit benachbartem Rittergut, sozialgeschichtlich von Bedeutung. Zweigeschossig, massiv, Ziegelstein, verputzt, sechseckiger Grundriss, Rechteckfenster, Zeltdach (Pfettendach) Dachpappe, Putzfaschen, eingeschossiger Anbau. | 08967049 |
| Direkt Bild zu diesem Denkmal hochladen | Forsthaus mit Nebengebäude | Waldweg 17 (Karte)                                           | Laut Auskunft 1912 | Ortsgeschichtlich und sozialgeschichtlich von Bedeutung. - Forsthaus: eingeschossig, massiv, verputzt, Fenster- und Türgewände Ziegelstein, originale Tür, Satteldach (Pfettendach mit geschnitzten Sparrenköpfen), originaler Spritzputz (grob), Fensterläden, Segmentbogenfenster mit Schlussstein, Ziegelsteingliederung (Ecklisenen, Gesimsband) - Nebengebäude: eingeschossig, massiv, verputzt, Satteldach, Ziegelsteingliederung, grober Spritzputz, Holztore, Segmentbogenfenster | 08967073 |

## Tabellenlegende
- Bild: Bild des Kulturdenkmals, ggf. zusätzlich mit einem Link zu weiteren Fotos des Kulturdenkmals im Medienarchiv Wikimedia Commons. Wenn man auf das Kamerasymbol klickt, können Fotos zu Kulturdenkmalen aus dieser Liste hochgeladen werden:
- Bezeichnung: Denkmalgeschützte Objekte und ggf. Bauwerksname des Kulturdenkmals
- Lage: Straßenname und Hausnummer oder Flurstücknummer des Kulturdenkmals. Die Grundsortierung der Liste erfolgt nach dieser Adresse. Der Link (Karte) führt zu verschiedenen Kartendiensten mit der Position des Kulturdenkmals. Fehlt dieser Link, wurden die Koordinaten noch nicht eingetragen. Sind diese bekannt, können sie über ein Tool mit einer Kartenansicht einfach nachgetragen werden. In dieser Kartenansicht sind Kulturdenkmale ohne Koordinaten mit einem roten bzw. orangen Marker dargestellt und können durch Verschieben auf die richtige Position in der Karte mit Koordinaten versehen werden. Kulturdenkmale ohne Bild sind an einem blauen bzw. roten Marker erkennbar.
- Datierung: Baubeginn, Fertigstellung, Datum der Erstnennung oder grobe zeitliche Einordnung entsprechend des Eintrags in der sächsischen Denkmaldatenbank
- Beschreibung: Kurzcharakteristik des Kulturdenkmals entsprechend des Eintrags in der sächsischen Denkmaldatenbank, ggf. ergänzt durch die dort nur selten veröffentlichten Erfassungstexte oder zusätzliche Informationen
- ID: Vom Landesamt für Denkmalpflege Sachsen vergebene, das Kulturdenkmal eindeutig identifizierende Objekt-Nummer. Der Link führt zum PDF-Denkmaldokument des Landesamtes für Denkmalpflege Sachsen. Bei ehemaligen Kulturdenkmalen können die Objektnummern unbekannt sein und deshalb fehlen bzw. die Links von aus der Datenbank entfernten Objektnummern ins Leere führen. Ein ggf. vorhandenes Icon  führt zu den Angaben des Kulturdenkmals bei Wikidata.

## Ausführliche Denkmaltexte
1. ↑  Dorfkirche Arzberg:
  - Kirche: romanischer Vorgängerbau 1904 abgebrochen, 1905 errichteter neugotischer Neubau, märkischen Vorbildern des Mittelalters folgend, roter Ziegelsteinbau aus Bruchsteinsockel, unverputzt, Satteldach, Biberschwanzdeckung, südseitig zwei Joche bzw. Nebenschiff mit eigenem Walmdach, Westfassade mit fünfstufigem Treppengiebel und Blendgliederung (spitzbogige Blendfenster), eingezogener 5/8-Chor mit Spitzbogenfenstern, Zeltdach, rechteckiger Sakristeianbau, an der Nordseite Nebenapsis, an der Südwestecke Glockenturm über quadratischem Grundriss, westseitig polygonaler eingeschossiger Anbau, oktogonales Glockengeschoss mit Lanzettfenstern, Uhr mit rundem Zifferblatt, vier Ecktürme mit Spitzdächern und Kugelaufsatz, insgesamt Spitzhelm, Schieferdeckung, Kugel, Wetterfahne und Wetterhahn, an der Südseite (Turm) spitzbogiges Stufenportal (Ziegelstein-Gewände), originale Eingangstür mit Inschrift im Sturz: „Ehre sei Gott in der Höhe“, an der Nordseite querhausähnlicher Anbau mit hohem rechteckigem Blendgiebel (Patronatsloge), Lisenengliederung und Zinnenaufsatz, Blendbögen, Satteldach, Innenraum: zweischiffig, zweiseitig Emporen, Orgelempore, Tonnengewölbe (Holztonne), eingezogener Chor mit 5/8-Schluss, Kreuzrippengewölbe, Seitenschiff (Südseite) zweigeschossig, die Arkaden im Erdgeschoss in den 1970er Jahren vermauert, darüber Empore, zwischen Kirchenschiff und Chor sowie zur nördlichen Loge gedrungene Spitzbögen, neogotische Ausstattung von 1905, vom Altar nur Kruzifix erhalten, steinerne Kanzel mit Fischblasenmaßwerk, im Chor drei Buntglasfenster mit Darstellung der Evangelisten sowie Moses und Jesaja
  - Kriegerdenkmal für die Gefallenen des Ersten Weltkrieges: heller Sandstein auf rechteckigem Grundriss, Sockel Stirnseite bezeichnet 1922 auf Eisernem-Kreuz-Aufsatz, Soldatenhelm-Relief und Schwert, Inschrift „Die treuen Toten ehret dankbar ... (unleserlich) die Heimat“ und „Niemand hat grössere Liebe denn die, dass er sein Leben lässt für seine Freunde“, „1914–1918“, an den Seiten die Namen der Gefallenen (Den Heldentod im Weltkrieg starben aus Arzberg)
  - Grabstein für einen Gefallenen des Zweiten Weltkrieges, schwarzer Granitblock mit Stahlhelm und Eichenlaub-Aufsatz, Inschrift „Friedlich ruhet hier mein lieber Mann unser guter Vater der Obergefreite Otto Rettig, geb. 1918, seinen schweren Verwundungen im Osten erlegen 1944 im Res. Laz. Dresden.“
  - Sandstein-Grabmal mit Kreuzaufsatz (19. Jahrhundert)
  - an der Südseite der Leichenhalle Barock-Grabstein, rechteckige Platte mit Inschrift (schwer lesbar) der Sophia Löben (18. Jahrhundert)
  - Pastorei-Grabmal (Anfang 19. Jahrhundert), Sandstein-Grab für Johann Adam Lehme (?), geboren 1752 (?)
  - Grabanlage der Rittergutsfamilie Nette aus Kathewitz und Adelwitz: rechteckige Anlage von 1932 mit Einfriedung (Ziegelsteinpfeiler mit abgetrepptem Aufsatz), halbkreisförmiger Grabstein und Kupferplatte (Katharina und Philipp Nette) sowie Sandsteinkreuz (Hilde Nette)
  - Findlings-Grabstein mit Inschrift „Ernst Georg Lindner 1898–1924“, rechteckige Einfriedung (eisernes Ziergitter)
  - neogotischer Grabstein von um 1860 mit Dreiecksgiebel und seitlichen Fialen
  - rote Ziegelsteinmauer, Ziegelsteinpfeiler (quadratisch), Eisenzaun, an Torpfeilern Inschrift auf schwarzem Granit: „Ich will Frieden geben an diesem Ort. Heg. 2,10“
2. ↑  Rittergut und Park Adelwitz:
  - Herrenhaus (Straße der LPG 9): zweigeschossiger Barockbau, massiv, verputzt, Mittelflügel mit Mansardwalmdach, niedrigere Seitenflügel mit Walmdach, Biberschwanzdeckung, Ecktürmchen mit Schieferdeckung, Fenstergewände und Fensterverdachungen zum Teil Sandstein, profilierte Putztraufe, Zwerchgiebel gartenseitig in Sandstein mit Segmentbogengiebel und Voluten, Fledermausgaupen, zum Garten gerichteter Portikus auf vier quadratischen Pfeilern, Mittelflügel sieben Fensterachsen, hofseitig Hauptportal, darüber von Akanthuslaub gerahmte Wappenkartusche, Schlussstein bezeichnet mit 1772, am östlichen Flügel neogotischer Anbau (ehemals Gewächshaus) mit Eckerker und Ecktürmchen (Anfang 20. Jahrhundert), im Inneren im Erdgeschoss zur Gartenseite drei kreuzgratgewölbte Joche mit ornamentaler Malerei, über der Tür zum Vestibül gemalte Wappenkartusche; das Adelwitzer Rittergut gehörte seit 1745 Johann Gottlieb Klotzsch, seit 1777 dessen Sohn, seit 1825 dessen Sohn Carl Friedrich Klotzsch, seit 1835 dem Oberhauptmann Carl Neubauer, seit 1879 Philipp Nette, 1932 dem Sohn Hermann Nette, seit 1947 Rittergut Quartier für sowjetische Truppen, Stützpunkt der sowjetischen Kommandantur, danach Umsiedlerwohnungen, seit 1991 Wiederaufbau durch Familie Langbein, Gründung der Firma „Adelwitz Technologiezentrum GmbH“ und „Adelwitz Hotel- und Touristik GmbH“
  - östliches Wirtschaftsgebäude von 1904–1906 mit Pferdestall und Remise (Straße der LPG 10): zweigeschossig, massiv, roter Backsteinbau, hofseitig Scheunentore, Segmentbogenfenster, Satteldach, zum Teil nachträglich Schleppgaupen, schön gegliederter Giebel mit Lisenen und Sägeschnitt-Traufgesims, bemerkenswerter dreischiffiger Keller mit separater Segmentbogen-Toreinfahrt und Wangenmauern, im Keller gusseiserne Säulen, preußische Kappen
  - Waaghaus: im Hof stehend, dreigeschossig, massiv, roter Backstein, reich gegliedert (Ecklisenen, Gesims), ruinös, ohne Dach
  - Brennerei: zweigeschossig, Backsteinbau, Lisenengliederung, Segmentbogenfenster, im Obergeschoss gekuppelt
  - Verwalterwohnhaus mit Ställen (westlich gelegen) (Straße der LPG 8): zweigeschossig, Mischmauerwerk (Bruchstein und Ziegelstein), zum Teil im Obergeschoss vermutlich ursprünglich Fachwerk, heute verputzt, Satteldach, Biberschwanzdeckung, Holztraufe, Türgewände Sandstein, Schlussstein, Rechteckfenster, Fensterfaschen mit aufgeputztem Schlussstein, im Stallteil Segmentbogenfenster
  - nördlich gelegener Stall mit Pförtnerhaus: zweigeschossig, Ziegelsteinbau mit Lisenengliederung am Giebel, Satteldach mit Schleppgaupen, Segmentbogenfenster
  - Pförtnerhaus mit rundem Eckturm (zum Teil Sandstein, zum Teil Ziegelstein) ohne Turmhaube, ovale Fenster, ehemals im Winkel zum Stall angebaut (jetzt Verbindungsbau abgerissen) die nordöstlich gelegene Scheune (gegenüber Straße der LPG 13), zweigeschossig, Ziegelsteinbau, hofseitig Segmentbogenfenster und Holztor, außenseitig als Wohnhaus genutzt mit Treppenaufgang und Rechteckfenster, Gesims, Satteldach, Biberschwanzdeckung, Schleppgaupe, Ecklisenen, hofseitig schießschartenähnliche Lüftungsöffnungen im Obergeschoss
  - zum Teil originale ringförmige Hofpflasterung und originale Einfriedung (Bruchsteinmauer, gegliedert), Toreinfahrt mit quadratischen Ziegelstein-Pfeilern
3. ↑  Dorfkirche Blumberg:
  - Kirche: einschiffige Saalkirche, flache Holzbalkendecke mit bemalten Einschubbrettern (Sternenhimmel mit Wolken und Engeln und mittig kursächsisches Wappen), an den Längsseiten kastenförmige Patronatslogen, Nordloge mit gemalter Gliederung und Butzenscheiben, Aufsatz bezeichnet mit 1695 und Wappen der Familie von Wengler, muschelverzierter Kanzelkorb mit Schalldeckel, dreigeschossiger barocker Altar von gedrehten Säulen gerahmt, Bilder von 1894 von E. Zaube, 3/8-Chorschluss, Korbbogenfenster, gesamte Wände Fachwerk, zum Teil Ziegelstein-Ausfachung, verputzt
    - im Chor an der Wand zwei barocke Grabplatten: Kindergrabstein des Johann Christian Weißenbergk, Churfürstl. Verwalter zu Packisch, gestorben 1679, Relief stehende Herrscherfigur mit Krone, farbig gefasst: barocke Grabplatte mit Putti, Inschrift, Grabmal der „Erdmuth Elisabeth, geboren von Leipziger aus dem Hause Heyde, des Hochwohlgeborenen Herrn Hanns Leopold von Wengler auf Kötten“, geboren 1688, gestorben 1721, Orgelempore (dreiseitig) aus Holz, zwei Taufsteine, davon ein romanischer Taufstein um 1200
    - außen: kompletter Fachwerkbau, zum Teil auf Ziegelsteinsockel und auf hohem Quadersockel aus Sandstein, stark profilierte Holztraufe, Satteldach, Biberschwanzdeckung, Westturm im oberen Teil 1988 abgebrochen, westseitig eingezogener rechteckiger Eingangsvorbau, an der Nord- und Südseite Logenanbauten mit Pultdach

  - Kriegerdenkmal für die Gefallenen des Ersten Weltkrieges: hohe Granitstele, seitliche abgeschrägte Stützen und Quadersteine mit Kugelaufsatz, Stele nach oben verjüngt, Relief (Eisernes Kreuz) und Inschrift „Im Weltkriege 1914-18 starben aus der Kirchen-Gemeinde Blumberg fürs Vaterland“ und die Namen der Gefallenen, an Seitenfeldern Orte Kötten und Packisch
  - Erbbegräbnis, zwei barocke Grabsteine, ein liegender Sarkophag, drei klassizistische Säulengrabsteine, ein barocker Grabstein und zwei Rokokograbsteine:
    - Erbbegräbnis Lücke: vier Granitgrabsteine als Quader und in Form eines Eisernen Kreuzes, Inschrift „Andreas Lücke, Lt. d. Res. Hus. Reg. 10 geb. 1893, gest. 1917 im Luftkampf vor Verdun“, seitlich kannelierte Säulen, mittig Eisenmedaillon mit Eichenlaubkranz und Eisernem Kreuz
    - zwei stehende barocke Sandstein-Grabsteine mit figürlichem Relief (u. a. Kampf Jakobs mit dem Engel), Schrift unleserlich, im Sockel Kartuschen, 18. Jahrhundert
    - liegender Sandstein-Sarkophag aus Sandstein von 1827 mit schräger Abdeckung und Inschrift (kaum leserlich), an einer Seite Bibelspruch, an anderer Seite Name des Verstorbenen, Ecksporen
    - drei klassizistische Grabsäulen: klassizistisches Grabmal von 1813, Sandstein-Säule, kanneliert, auf abgestuftem Sockel, scheibenförmiger Aufsatz mit seitlichem Fries, an der Säule zwei Medaillons mit Inschrift (unleserlich): klassizistischer Säulengrabstein mit Girlanden-Reliefs, Sandstein, Fackeln und Sternen, Schrift unleserlich, abgetreppter quadratischer Sockel: weitere klassizistische Säule, kanneliert, Medaillons, Sandstein, quadratischer Sockel, Säule am Boden liegend: barocker Grabstein (in der Mauerecke des Friedhofs) aus Sandstein, Schrift unleserlich, seitlich Frauenfigur mit Vogel in einer Hand und Anker
    - zwei Rokokograbsteine: Grabstele auf dreieckigem Grundriss (um 1800), zum Teil figürliche Reliefs, Sandstein; barocker Grabstein aus Sandstein auf dreieckigem Grundriss, an den Ecken zum Teil figürliche Darstellungen, am Sockel Rocaille-Motive, Schrift unleserlich
4. ↑  Rittergut Triestewitz:
Geschichte:
  - 1251 erste urkundliche Erwähnung des sich im Besitz des Klosters Nimbschen befindlichen Ortes Triestewitz, zu dieser Zeit bestand wahrscheinlich der noch heute im Herrenhaus erhaltene Wehrturm
  - 1557–1579 Umbau des Herrenhauses von einer Verteidigungsanlage zu einem repräsentativen Renaissancebau
  - 1580 brannte das Herrenhaus ab
  - um 1600 Wiederaufbau unter dem neuen Besitzer Abraham von Bernstein
  - 1758 brannte das Herrenhaus wiederum ab
  - 1764–1765 Wiederaufbau unter Major Carl August von Theler
  - im 19. Jahrhundert Gestaltung des Landschaftsparks, die Meilenblätter von 1810 verzeichnen Gärten westlich des Wirtschaftshofes, erst auf dem Messtischblatt von 1904 findet sich der Landschaftspark

Bauliche Schutzgüter:
  - Gebäude: 
    - Herrenhaus mit Torhaus und Hintergebäude (Einzeldenkmale)
    - Pferdestall und Scheune (Einzeldenkmale)
    - Wirtschaftsgebäude (Einzeldenkmal)
    - ehemaliges Gutsverwalterhaus (Einzeldenkmal)
    - Taubenhaus (Einzeldenkmal)
    - drei weitere Wirtschaftsgebäude (Sachgesamtheitsteile)

  - Erschließung: 
    - Zugänge: vom Herrenhaus über die Brücke östlich des Herrenhauses, weiterer Parkeingang an der Nixe über die Brücke zwischen Nixe und Grabenfortlauf im Südwesten, dritter Zugang von Osten
    - Wegesystem: landschaftlich geschwungenes Wegesystem mit wassergebundenen Wegedecken
    - Gartenausstattung: Brücke zwischen „Nixe“ und Grabenfortlauf, Brücke mit Porphyrpfeilern und schmiedeeisernen Ziergitterelementen östlich des Herrenhauses

  - Grablege der Rittergutsbesitzer Stammer im Zentrum des Parks,
  - Wasserelemente: Koßdorfer Landgraben entlang der nördlichen und östlichen Parkgrenzen, der sich zu zwei Teichen erweitert, der westliche Teich wird als „Nixe“ bezeichnet

Vegetation:
  - Baumreihe aus Rot-Eichen (Quercus rubra) entlang des Verbindungsweges zwischen Herrenhaus und südlichen Parkzugang
  - wertvoller Altbaumbestand aus u. a. Rot-Buche (Fagus sylvatica), Trauben-Eichen(Quercus petraea), Rot-Eiche (Quercus rubra), Winter-Linde (Tilia cordata), Sommer-Linde (Tilia platyphyllos), Esche (Fraxinus excelsior), Hainbuche (Carpinus betulus), Spitz-Ahorn (Acer platanoides), Schwarznuss (Juglans nigra), Schwarz-Kiefer (Pinus nigra), Douglasie (Pseudotsuga menziesii) und als dendrologische Besonderheiten ein sechsstämmiger Weißer Maulbeerbaum (Morus alba), eine Sumpf-Eiche (Quercus palustris), eine Rotblühende Rosskastanie (Aesculus x carnea) und eine Pavie (Aesculus pavia)
  - Strauchbestände aus Schneebeere (Symphoricarpos albus), Feldahorn (Acer campestre), Weißdorn (Crataegus spec.) und Wildrose (Rosa spec.)

Sonstige Schutzgüter: Blickbeziehungen aus dem Park nach Norden und Westen Richtung Schloss und Kirche